# Richard Carpenter
Pour les articles homonymes, voir Richard Carpenter (musicien) et Carpenter.
Richard « Kip » Carpenter, né le 14 août 1929 à King's Lynn et mort le 26 février 2012,, est un scénariste, écrivain et comédien britannique, créateur  de la série télévisée Dick le rebelle (Dick Turpin) en 1979, Temporel, Robin of Sherwood et The Ghosts of Motley Hall diffusé en France en 1980 sous le titre Les Fantômes du château.